# Redemptioner System
Il Redemptioner System, o sistema di lavoro a riscatto, fu un sistema di reclutamento di forza lavoro in uso nel XVIII secolo e fino agli anni venti del XIX secolo, che caratterizzò l'emigrazione europea verso l'America.

Questa tipologia di contratto permetteva ai migranti dell'epoca di impegnare la propria forza lavoro in riscatto delle spese di viaggio che il  datore di lavoro pagava alla compagnia di navigazione.

## Origine del sistema
Nei territori del Sud e centro America spagnolo, l'economia e la produzione mineraria si basavano soprattutto sulla schiavizzazione delle popolazioni indiane, fenomeno che diminuì drasticamente  nel XVI secolo a causa delle condizioni oppressive del lavoro.
La crescente penuria di manodopera portò gli invasori spagnoli all'importazione di schiavi africani; il fenomeno è  conosciuto come tratta dei neri.

Diversamente, nei Caraibi olandesi, francesi, inglesi, dalla fine del XVI al XVII secolo, non furono impiegati schiavi africani, ma lavoratori a contratto europei chiamati Indentured Servants, lavoratori di entrambi i sessi, più o meno qualificati, che sottoscrivevano un contratto di Servitù debitoria (Indentured Servitude).

Tale contratto consisteva nel dare in pegno la propria forza lavoro al capitano della nave o ad un mercante specializzato in tale trattativa il quale, una volta raggiunta la terra d'oltremare, vendeva all'asta il contratto senza che il migrante potesse interferire nella contrattazione.

## Funzionamento del contratto e condizioni di lavoro
La Indentured Servitude, come forma di immigrazione, cominciò a regredire quando si ebbe notizia delle condizioni in cui vivevano i servants a causa del mancato rispetto delle norme contrattuali da parte dei datori di lavoro.

Tale sistema di contrattazione rimase in vigore fino ai primi anni del XVIII secolo, trasformandosi successivamente in una forma più flessibile, quella del Redemptioner System o “sistema di lavoro a riscatto". I primi contratti di Redemptioner System  furono sottoscritti  alla fine del XVII secolo da immigrati tedeschi.

In questa forma di migrazione gli emigranti europei, una volta saliti a bordo della nave che li avrebbe portati dall'Europa all'America, dovevano contrattare con il capitano della nave o con un mercante per stipulare un rapporto di lavoro.
Questo rapporto prevedeva che il migrante offrisse la propria forza lavoro, o quella dei suoi familiari, in cambio del pagamento, da parte del datore di lavoro o di un suo rappresentante, delle spese di viaggio dovute alla compagnia navale.

Se l'impegno non veniva rispettato, al termine del viaggio il capitano della nave o il mercante avevano la facoltà di vendere i redemptioners come indentured servants.

Pur rappresentando una forma di riscatto notevolmente più accettabile della Indentured Servitude, il Redemptioner System fu definito dai contemporanei, come ad esempio dal viaggiatore Isaac Weld che lo aveva osservato in America,  come il “commercio degli schiavi bianchi” (white slave trade).
Da un resoconto del viaggiatore Gottlieb Mittelberg, giunto a Philadelphia nel 1750: 
I familiari dovevano accollarsi i costi della traversata di chi non sopravviveva al viaggio. Spesso i membri delle famiglie venivano separati: i bambini per esempio, essendo d'impaccio nel lavoro dei genitori, venivano ceduti e allevati e in seguito loro stessi dovevano servire fino all'età di ventuno anni.
Fino alla guerra d'Indipendenza circa il 50 – 60% dei migranti tedeschi era formato da redemptioners.

Questo sistema di reclutamento di forza lavoro cessò improvvisamente in occasione del decollo dell'emigrazione transatlantica di massa dall'Europa, causata dalla crisi agraria del 1816-1817.